# Kulka János (színművész)
Kulka János Tamás (Budapest, 1958. november 11. –) a Nemzet Színésze címmel kitüntetett, Kossuth- és Jászai Mari-díjas magyar színművész, érdemes és kiváló művész, a Halhatatlanok Társulatának örökös tagja.

## Családja
Édesapja, Kulka Frigyes európai hírű mellkassebész, tüdőgyógyász, egyetemi tanár volt. Édesanyja, Boleman Eszter volt az első tévébemondónő, Kulka Eszter néven fordító, a Szegedi Nemzeti Színház dramaturgja, dolgozott a Somogyi könyvtárban, rajzolni és festeni is tanult. 1957-ben született nővére Kulka Janina, aki a Semmelweis Egyetem II. számú Patológiai Intézetének professzora.
Édesapja 1959–1978 között Szegeden az I. sz. Sebészeti Klinika professzora volt, ezért a család ekkoriban Szegeden élt, a nyarak nagy részét pedig Makón töltötte. Apai nagyszülei a holokauszt áldozatai lettek. Másodunokatestvére Vizy Márton dalszerző.

## Életpályája

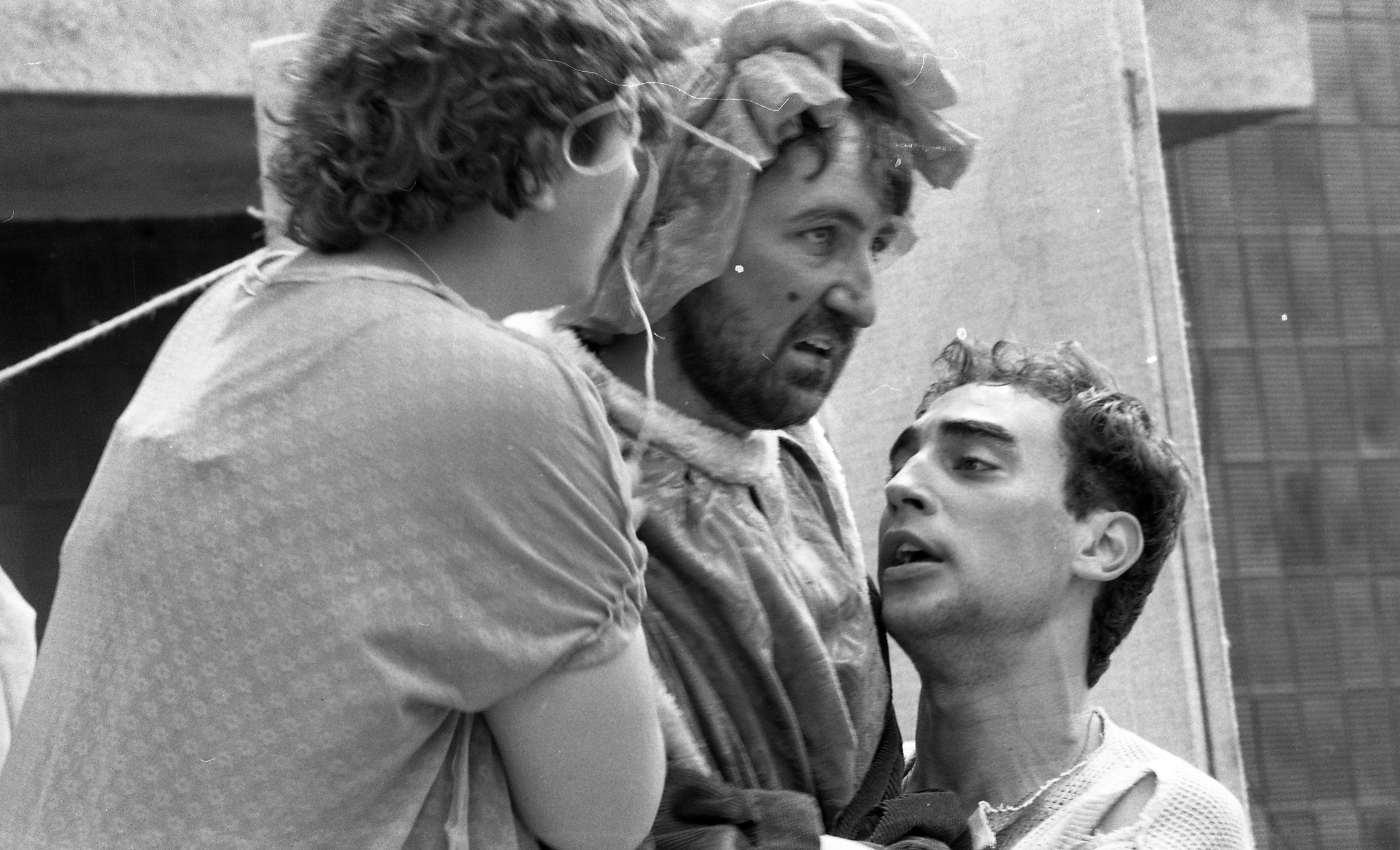
A Tanyaszínház 1979-es Pathelin mester című előadása, szemben Mikó István és jobb oldalon Kulka János fh.

Gyerekszínészként, a Szegedi Nemzeti Színházban három alkalommal (III. Richárd, Édes fiaim, János király) is szerepet kapott, Komor István rendezéseiben.
A gimnáziumot a szegedi Ságvári Endre Gimnáziumban végezte.

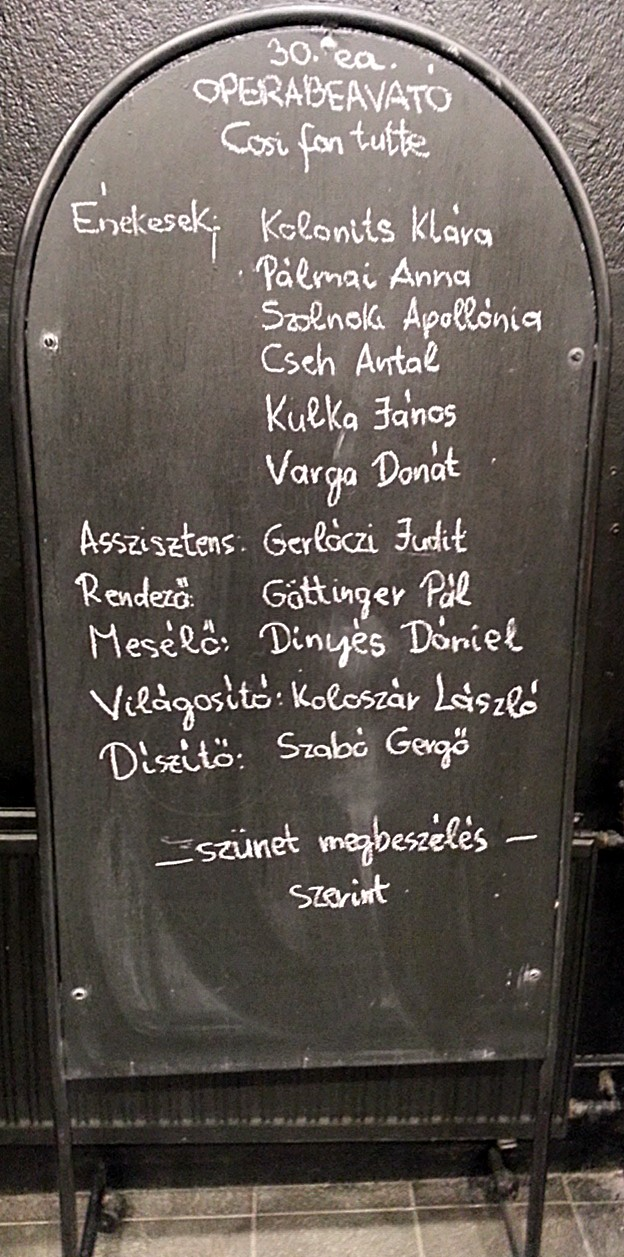
Egy Operabeavató
Così fan tutte színlapján

Eredetileg bölcsész akart lenni, de egy véletlen folytán a Színház- és Filmművészeti Főiskolán kötött ki:
Amikor kiderült, hogy Szegeden, ahol a családunk élt, abban az évben nem indul angol–francia szak, ahová menni szerettem volna [...] nem akartam Szegeden maradni. És miután gőzöm se volt róla, mihez kezdjek, kapóra jött a Polák Tücsi nevű osztálytársam ötlete, hogy menjünk el felvételizni a Színművészetire. Jó bulinak tűnt az egész, semmi többnek.
A főiskolán Kazimir Károly volt az osztályfőnöke, s többek közt Balogh Erika, Bubik István, Forgács Péter, Incze József, Kubik Anna és Lang Györgyi voltak az osztálytársai. 1981-ben végzett, majd a Pécsi Nemzeti Színházhoz szerződött, ahol Schiller Haramiák című művében debütált, Franz Moor szerepében. Bár Vámos László, a Várszínház főrendezője szerződtette volna, maradt a Szegvári Menyhért vezette pécsi színházban, ahol minden színházi műfajban kipróbálhatta magát.
1985-ben a kaposvári Csiky Gergely Színházba szerződött. A Babarczy László vezette színház ekkoriban élte fénykorát, olyan társulattal, amelynek tagja volt többek közt Csákányi Eszter, Lázár Kati, Máté Gábor, Molnár Piroska, Jordán Tamás, s itt rendezett az igazgatón kívül Ács János, Ascher Tamás, Gazdag Gyula, Gothár Péter is. Ezekben az években kapta első szakmai elismeréseit (Színikritikusok díja, Jászai-díj).
Azért is jöttem el Pécsről, mert arra gondoltam, hogy ez nem jó, túl gyorsan túl sokat elértem: valamiféle kis sztárocska lettem. És nincs, aki továbblendítsen. [...] Hiányérzetem volt, miközben iszonyúan szerettem Pécsett lenni. [...] aztán olyan erős színházba kerültem, mint a Kaposvári Csiky Gergely Színház. Abból élek talán a mai napig is, amit ott tanultam. Az, hogy nehéz helyzetekben talpon tudtam maradni, biztos, hogy a kaposvári időszaknak köszönhető.
Szakmailag is nagyra tartott színpadi alakításai ellenére – vidéki színészként – az első magyar televíziós szappanopera, a Szomszédok Mágenheim Ádámja révén lett országosan ismert. A népszerű sorozatban az első adástól (1987. februárjától) szerepelt, 12 éven át.
Bálint András hívására 1993-tól a Radnóti Miklós Színház tagja lett Budapesten, s Valló Péter, Zsótér Sándor, Gothár Péter rendezőkkel dolgozott. Ekkoriban játszotta el Franciaországban Nyizsinszkij szerepét is franciául Jeles András Szerbusz, Tolsztoj című kamaradarabjában.
2003-tól a Nemzeti Színház tagja, ahová Jordán Tamás igazgatása alatt került. 2013-ban nem újította meg a szerződését. Április 27-én – vendégként – Ibsen, A nép ellensége című drámájában mutatkozott be a Budapesti Katona József Színház közönségének. A bemutató után néhány nappal a Petőfi Sándor utcai teátrumhoz szerződött.
2014. március 15-én Csákányi Eszterrel közösen elvállalta egy ünnepi tömegrendezvény műsorának vezetését.
Az Autisták Országos Szövetségének nagykövete: kampányokon, ismeretterjesztő előadásokon vesz részt, hogy felhívja a figyelmet az autisták életére. A Katona József Színház tagja volt 2018-ig. 2018 májusában bejelentette, hogy betegségére hivatkozva visszavonul a színészettől, azonban meggondolta magát, és 2019 januárjában egy szöveg nélküli szerepben színpadra állt. Állapota a vártnál jobban javult, így ugyanebben a hónapban egy tévéreklámhoz adta a hangját, illetve azt is bejelentették, hogy márciusban Csehov Cseresznyéskertjében immár egy szöveges szerepet is elvállal.
2024. május 3-án választották maguk közé a nemzet színészei az egy hónappal korábban elhunyt Tordy Géza helyére.

## Magánélete
Homoszexualitásáról 2013-ban beszélt először a nyilvánosság előtt. Korábban öt évig élt együtt Lang Györgyi színésznővel, a Pa-dö-dő együttes énekesnőjével, aki a főiskolán osztálytársa volt.
2016 áprilisában súlyos stroke-kal vitték kórházba, ahol életmentő műtéten esett át. A betegség következtében teljesen elfelejtett angolul és franciául. Az agyi érkatasztrófa miatt a műtét után a mozgásának visszanyerésében gyógytornász, beszédének javításában logopédus segítette. Súlyos afáziában szenvedett.

## Színpadi szerepeiből
- Shakespeare: Hamlet, dán királyfi (Hamlet)
  - III. Richárd (III. Richárd)
  - Szentivánéji álom (Theseus, Oberon)
  - Othello (Jago)
  - Lear király (Lear)
- Schiller: Haramiák (Frantz)
- Csehov: Cseresznyéskert (Trofimov)
  - Ványa bácsi (Vojnyickij)
  - Három nővér (Kuligin, Fjodor Iljics, tanár, Mása férje)
  - Sirály (Dorn)
- Jacobi: Leányvásár (Tom Migles)
- Shaw: Szent Johanna (Richard de Beauchamp, Warwick grófja)
- Lehár: Cirkuszhercegnő (Mr.X)
- Kálmán Imre: Csárdáskirálynő (Edvin)
- McDonagh: A Kripli (Johnny)
- Milne-Karinthy: Micimackó (Füles)
- Brecht: Kurázsi mama és gyermekei (a tábori pap)
  - A kaukázusi krétakör (Arkadó Czeidze)
- Goethe: Egmont
  - Clavigo (Carlos)
- Molière: Nők iskolája (Horace)
- Gorkij: Éjjeli menedékhely (Báró)
- Euripidész: Alkésztisz (Apollón)
- Orwell-Hall: Állat-farm (Cirmos)
- Lerner-Loewe: My fair Lady (Henry Higgins)
- Jean Anouilh: Becket, vagy az Isten becsülete (A király)
- Gozzi: A szarvaskirály (Dadri)
- Gogol: Háztűznéző (Podkoljoszin)
- Dés László – Böhm György – Horváth Péter – Korcsmáros György: Valahol Európában (Simon Péter)
- Bulgakov – Morcsányi: A Mester és Margarita (Woland)
- Dosztojevszkij: Bűn és bűnhődés (Szvidrigaljov)
- Vörösmarty: Csongor és Tünde (Csongor)
- Dan Gordon: Esőember (Raymond Babbitt) – Belvárosi (Befogadó) Színház[34]
- Richard Alfieri: Hat hét, hat tánc (Michael)
- Kovács Márton – Mohácsi István – Mohácsi János: Egyszer élünk avagy a tenger azontúl tűnik semmiségbe
- John Osborne: Hazafit nekünk! (Von Epp báró, Főpincér)
- Reginald Rose: Tizenkét dühös ember (Nyolcadik esküdt)
- Móricz Zsigmond: Úri muri (Lekenczey Muki)
- Ulrich Hub: Náthán gyermekei (Náthán)
- Tony Kushner: Angyalok Amerikában (Roy Cohn, Orrin, Angyalok kara)
- Fred Ebb – Bob Fosse: Chicago (Billy Flynn)
- Shaffer: Amadeus
- Ibsen: A nép ellensége (Peter Stockmann, az orvos bátyja, polgármester)
- Samuel Beckett: Godot-ra várva (Pozzo)
- Joël Pommerat: A két Korea újraegyesítése (Több szerep)
- Goethe: Faust I-II. (Mephistopheles; Phorkyas)
- Operabeavató (Così fan tutte – Don Alfonso[35]

## Filmjei
| - Cserepek (1980) - Kaméliás hölgy - Hajnali háztetők (1986) - Miss Arizona (1987) - A napfény íze (1999) - Hazudós Jakab (1999) - Max (2002) - Az utolsó blues (2002) - Papsajt (2002) - Apám beájulna (2003) - Kontroll (2003) - A temetetlen halott (2004) - Mix (2004) - Világszám! (2004) - A Herceg haladéka (2006) - Metamorfózis (2006) - Kaméleon (2008) - A vizsga (2010/2011) - Argo 2. (2014) - Swing (2014) - Félvilág (2015) - Halj már meg! (2016) - Budapest Noir (2017) - X – A rendszerből törölve (2018) - Napszállta (2018) - A játszma (2022) - Átjáróház (2022) | - Szerelmem, Elektra (1980) - A filozófus (1981) - Petőfi 1-6. (1981) - Glória (1982) - Hamlet (1983) - Mint oldott kéve 1-7. (1983) - Széchenyi napjai (1985) - Duett (1992) - Sok hűhó Emmiért (1998) - Szomszédok (teleregény) – Mágenheim Ádám (1987–1999) - Életképek – Nagylaki János (2004–2009) - A berni követ – Koroknai Mihály (Marjai József) (2014) - Félvilág – Max Schmidt (Schmidt Miksa) (2015) - Válótársak – Bartha Antal (2015) - Bogaras szülők - Helga férje (2018) - Candide kalandjai - Pangloss (pilot, 1. rész) (2018) - Egyszer volt Budán Bödör Gáspár (2020) - különböző szerepekben |

## Szinkron
| Cím          | Szerep          | Színész      |
| ------------ | --------------- | ------------ |
| Doktor House | Dr. House       | Hugh Laurie  |
| Borgiák      | VI. Sándor pápa | Jeremy Irons |

| \| \| \| \| \| \| \| \| \| \| \| \| \| \| \| \| \| \| \| \| Év | Cím                            | Szerep                   | Színész            |
| -------------------------------------------------------------- | ------------------------------ | ------------------------ | ------------------ |
| 1958                                                           | A csendes amerikai             | Thomas Fowler            | Michael Redgrave   |
| 1978                                                           | A brazíliai fiúk               | David Bennett            | John Rubinstein    |
| 1990                                                           | Oltalmazó ég                   | Port Moresby             | John Malkovich     |
| 1995                                                           | Szemtől szemben                | Neil McCauley            | Robert De Niro     |
| 1997                                                           | Herkules                       | Hádész                   | James Woods        |
| 2002                                                           | A mag                          | Dr. Conrad Zimsky        | Stanley Tucci      |
| 2004                                                           | Terminál                       | Frank Dixon              | Stanley Tucci      |
| 2004                                                           | Rochester grófja – Pokoli kéj  | II. Károly, angol király | John Malkovich     |
| 2005                                                           | Galaxis útikalauz stopposoknak | Humma Kavula             | John Malkovich     |
| 2000                                                           | Segítség, hal lettem!          | Joe (Gógyi)              | Nis Bank-Mikkelsen |
|                                                                |                                |                          |                    |
|                                                                |                                |                          |                    |
|                                                                |                                |                          |                    |
|                                                                |                                |                          |                    |
|                                                                |                                |                          |                    |

|  |  |  |  |
|  |  |  |  |
|  |  |  |  |
|  |  |  |  |

## Narráció
- Az ügynök élete (2002)
- A leopárd szeme (2006)
- Vad Magyarország – A vizek birodalma (2011)

## Zenei lemezek

### Önálló lemez
- Kulka János (1994, 2007)
- Akarod vagy nem (2010)
- Pálmaszív (2022)

### Közreműködőként
- Valahol Európában (1995)
- A zeneszerző – Presser Gábor (talán) legszebb dalai (1998)
- Ennyi a dal (2000)
- Best of sztárkarácsony – A legszebb karácsonyi dalok, hazai előadókkal (2003/2007)
- Téli mese-ház – Versek és dalok a hóesésből (2003)
- Dés – Bereményi: Férfi és nő – Dalok négy színészre és zenekarra (2008)
- Színész dalok (2009)
- Ennyi a dal – Best of Dés balladák, Dés 1 (2010)

## Hangoskönyvek
- Kertész Imre, Esterházy Péter: Egy történet
- Békés Pál: Csikágó
- Paulo Coelho: Az alkimista
- Rudyard Kipling: Kim – Az ördöngős
- Lao-ce: Tao Te King
- Hugh Laurie: A balek
- Ottlik Géza: Iskola a határon
- Szerb Antal: Utas és holdvilág
- Thomas Mann: Halál Velencében
- Jorge Amado: Galád Kandúr és Fecske kisasszony

## Díjai, elismerései
- VII. Országos Színházi Találkozó – A legjobb férfi epizódszereplő (1988)
- Színikritikusok Díja – A legjobb epizódszereplő (1988, 2011)
- Jászai Mari-díj (1989)
- EMeRTon-díj (1994)
- Erzsébet-díj (1994)
- Greguss-díj (1994)
- XIV. Országos Színházi Találkozó – A legjobb férfi főszereplő díja (1995)
- Színikritikusok Díja – A legjobb férfialakítás (1995, 2005)
- Érdemes művész (1996)
- Kiváló művész (2003)
- Súgó Csiga díj (2005)
- Gábor Miklós-díj (2005)
- Örökös tag a Halhatatlanok Társulatában (2006)
- Kossuth-díj (2006)
- Pro Urbe Budapest díj (2007)
- Páger Antal-színészdíj (2009)
- Színikritikusok Díja – A legjobb férfi epizódszereplő (2011)
- Radnóti Miklós antirasszista díj (2012)
- New York-i Gotham Screen Nemzetközi Filmfesztivál – legjobb férfi alakítás díja (2012)[36]
- Los Angeles-i Magyar Filmfesztivál – legjobb színész (2012)[37][38]
- Arany Medál díj – Az év színésze (2013)[39]
- Ipolyság díszpolgára (2014)[40]
- Kék Szikra díj (2015)
- Magyar Filmdíj  – A legjobb férfi mellékszereplő (2016)[41]
- MSZP Közéleti-díj (2016)
- Tiburon Nemzetközi Filmfesztivál – Legjobb férfiszínész díja (Félvilág) (2016)[42]
- Hazám-díj (2019)[43]
- Magyar Filmdíj – A legjobb férfi főszereplő (2022)
- A Nemzet Színésze (2024)

## Róla
- Ungvári Zsolt–Barnóczki Ákos: Kulka János. Hatmillió ember ismerőse; New Bridge, Bp., 1994. ISBN 9638416017
- Önételrajz; Kossuth, Bp., 2012
- Gyárfás Dorka: Kulka, Corvina Kiadó, Bp., 2024